# ویسپر
رودخانه ویسپر (به انگلیسی: Wisper) رودخانهای است که در آلمان جریان دارد.